# アミューズトラベル
アミューズトラベル株式会社は、かつて日本に存在した旅行会社である。本社は東京都千代田区にあった。
なお、芸能事務所のアミューズとは一切関係がない。
1991年10月30日に福岡市博多区で設立され、主として登山やトレッキングを行うための旅行を企画していた第1種旅行業者であった。大阪・名古屋・福岡・仙台・広島に支社や支店や営業所を構えていた。登山に関する会や冒険のクラブを作るというやりかたで顧客を増やしたが、2009年7月に同社が主催したトムラウシ山でのツアーでトムラウシ山遭難事故が起き、その後は売上げが縮小し、2012年11月に起こした遭難事故（後述）により同年12月、旅行業の取消処分を受けた。
2012年12月、遺族へ補償のため法人格は存続させる、との意向を示した。
2021年2月10日付で法人の清算を完了し登記簿閉鎖されている。清算時の本社所在地は東京都武蔵野市であった。

## 事故

### トムラウシ山遭難事故
2009年7月、同社が主催した大雪山系を縦走する企画旅行において、トムラウシ山で悪天候により遭難し、ツアー参加者7人とガイド1人が低体温症により死亡する事故が発生した。
その後、トムラウシ山遭難事故を引き起こしたことに対する行政指導で51日間の営業停止処分になっていた期間中に、新規顧客10人と新たに契約してツアーに参加させていたとして厳重注意を受けた。

### 万里の長城遭難事故
2012年11月3日、同社が主催した万里の長城付近の山を巡るツアーにおいて、大雪のため5人が遭難し日本人客3人が低体温症で死亡（凍死）する事故が発生した。
会社として現地の確認をしておらず、全ての作業を現地のガイドに丸投げにしていた、と釈明したという。
このツアーは入社1年目の新入社員に企画から任せていたこと、現地の提携会社に一任し会社自身で現地の下見を行わなかったこと、山間部に入るにもかかわらず添乗員に衛星電話を持たせず普通の携帯電話だけ持たせ、その電話での毎日の連絡を怠り、電話をかけたときにはその携帯電話はすでに圏外になっておりツアーグループ全体と連絡のとれない状態になっていたこと、社員に現地下見をさせずに催行しているツアーが全体の1割から2割に達することなどが明らかとなった。
同年12月4日、同社は観光庁に対して、12月20日付で事業を廃止し旅行業務から撤退する意向だといった内容の電子メールを送ったが、そうした同社側の動きに対して、観光庁は同社の旅行業登録の取消の手続に入り、18日に聴聞を行った上で（同社が廃業しようとしていた20日以前の）19日付で旅行業登録を取り消す処分を下した。旅行業登録の取消処分を受けたことで、同社及び社長と役員は、5年間旅行業の再登録が出来なくなった。